# Кольпа Клюге
Кольпа Клюге (Colpa klugii) — вид крупной осы-сколии из рода Colpa (Campsomerini, Scoliidae). Редкий вид включённый в Красную книгу Украины.

## Распространение
Средиземноморский вид. Отмечен в Европе (Франция, Албания), Крыму, Турции, Украине (в Херсонской области).

## Описание
Крупного размера осы, длина 21-31 мм. Тело окрашено в темно-коричневый цвет, брюшко с жёлтыми отметинами, голова самок жёлтая. Голова на темени почти гладкая (у близкого вида Colpa sexmaculata голова за глазами пунктированная), опушение брюшка желтоватое (у Colpa sexmaculata — белое). От сколии-гигант отличается наличием двух дискоидальных ячеек на передних крыльях. Усики самок состоят из 12, а самцов — из 13 члеников. Личинки эктопаразиты личинок пластинчатоусых жуков, например, мраморного (Polyphylla fullo) и восточного майского (Melolontha hippocastani). Обитают в целинных псаммофитных степях.

## Охрана
Вид включён в Красную книгу Украины, природоохранный статус — исчезающий.